# Лесковичи (озеро)
Ле́сковичи (бел. Ле́скавічы) — озеро в Шумилинском районе Витебской области. Лежит в бассейне реки Сечна (приток Западной Двины).
Площадь поверхности озера 0,72 км², длина 2,78 км, наибольшая ширина 0,75 км. Наибольшая глубина достигает 30,7 м. Длина береговой линии 8,2 км, площадь водосбора — 6,2 км², объём воды — 4,83 млн м³.
Озеро расположено в 7 км к югу от райцентра, посёлка Шумилино. В озеро впадает несколько ручьёв и коротких проток из соседних небольших озёр. В северо-западной части озера находится короткая протока, через которую осуществляется сток в озеро Круглик, в свою очередь связанного с озером Добеевское, из которого вытекает Сечна.
На северном берегу озера находится большая деревня Лесковичи, вдоль южного берега вытянута деревня Непороты.
Озеро имеет ложбинный тип, котловина возникла в результате ледниковой экзарации. Зоопланктон достаточно беден, в составе низших водорослей преобладают сине-зелёные. Подводная растительность редка. Несмотря на бедность кормовой базы встречаются лещ, щука, окунь, плотва, густера. На экосистеме озера отрицательно сказался сброс сточных вод маслосырзавода и неочищенных бытовых и сельскохозяйственных стоков д. Лесковичи.
Озеро имеет вытянутую с северо-запада на юго-восток форму, в юго-восточной части — два узких залива. Северная часть озера глубоководна (до 30 м), в юго-восточных заливах глубина не более 5-6 метров. Дно выстлано илом, вдоль берегов песчаное. Прозрачность воды очень низкая (0,5 м), с глубины 14 м исчезает кислород. Озеро зарастает слабо, ширина полосы растительности 10-50 м. Склоны котловины высотой 20-22 м (на севере и западе 14-15 м), поросли кустарником, на севере распаханные. Берега сливаются со склонами, на западе низкие, заболоченные.